# Volo Capital Airlines 67
Il volo Capital Airlines 67 era un volo passeggeri interno operato dalla Capital Airlines che si schiantò durante l'avvicinamento finale a Freeland, Michigan, durante una forte tempesta di neve il 6 aprile 1958. Il volo era in rotta dall'aeroporto di Flint-Bishop al Freeland- Tri City (ora Aeroporto Internazionale MBS) quando cadde al suolo. Il volo 67 fu il primo di quattro incidenti mortali nell'arco di due anni che coinvolsero i Vickers Viscount della Capital; gli altri erano il volo Capital Airlines 300 (maggio 1958), il volo Capital Airlines 75 (maggio 1959) e il volo Capital Airlines 20 (gennaio 1960).
Le condizioni di avvicinamento verso Freeland erano pessime a causa del meteo; la visibilità era limitata e le condizioni erano mature per la formazione di giaccio atmosferico. Apparentemente i piloti dell'aereo tentarono una virata ripida per allineare il velivolo con la pista. Tutto ciò portò l'aereo in uno stallo aerodinamico, seguito da una perdita di controllo con conseguente avvitamento. L'equipaggio non riuscì a riprendersi dallo stallo, causando lo schianto.
La causa ufficiale dell'incidente fu indicata come un accumulo non rilevato di ghiaccio sullo stabilizzatore orizzontale che, insieme alla velocità dell'aria e al design dell'aereo, fece perdere il controllo all'equipaggio. Inoltre, il dispositivo di avviso dello stallo sul Viscount non era operativo.
Nel 2001 si inaugurò un memoriale alle vittime dell'incidente in un cimitero locale.